# Татарский Сарсаз (Чистопольский район)
Тата́рский Сарса́з (тат. Татар Сарсазы) — деревня в Чистопольском районе  Республики Татарстан,  административный центр Татарско-Сарсазского сельского поселения.

## Этимология
Топоним произошёл от этнонима «татар» и гидрографических терминов тюрко-татарского происхождения «сар», «саз» (болото).

## География
Деревня находится на автомобильной дороге Казань – Оренбург, в 19 километрах к юго-востоку от города Чистополь.  

## История
Деревня основана в первой половине XVIII века. 
До 1860-х годов жители относились к категории государственных крестьян. Занимались земледелием, разведением скота. 
В «Списке населенных мест по сведениям 1859 года», изданном в 1866 году, населённый пункт упомянут как казённая деревня Татарские Саргасы 2-го стана Чистопольского уезда Казанской губернии. Располагалась при речке Сарсаске, на Оренбургском почтовом тракте, в 18 верстах от уездного города Чистополя и в 40 верстах от становой квартиры в казённом пригороде Билярске (Буляре). В деревне в 115 дворах жили 753 человека (390 мужчин и 363 женщины). Была мечеть.
В начале XX века в Татарском Сарсазе функционировали мечеть (была построена в 1890 году), медресе, ветряная мельница, крупообдирка, 4 мелочные лавки. В этот период земельный надел сельской общины составлял 1579 десятин. 
До 1920 года деревня входила в Изгарскую волость Чистопольского уезда Казанской губернии. С 1920 года в составе Чистопольского кантона ТАССР. С 10 августа 1930 года в Чистопольском, с 10 февраля 1935 года в Кзыл-Армейском, с 23 мая 1958 года в Чистопольском районах.

## Население
| 1782 | 1859 | 1897 | 1908 | 1920 | 1926 | 1938 | 1949 | 1958 | 1970 | 1979 | 1989 | 2002 | 2008 | 2010 |
| ---- | ---- | ---- | ---- | ---- | ---- | ---- | ---- | ---- | ---- | ---- | ---- | ---- | ---- | ---- |
| 61   | 753  | 904  | 1058 | 1159 | 944  | 782  | 498  | 511  | 444  | 315  | 481  | 538  | 508  | 469  |

## Экономика
Свиноводство. Действуют предприятия: ООО «Чистай АГРО».

## Инфраструктура
Основная школа, отделение почтовой связи, дом культуры, фельдшерско-акушерский пункт, детский сад. 

## Религия
Мечеть.